# Bernabé Ferreyra
Bernabé Ferreyra (12. února 1909 Rufino – 22. května 1972) byl argentinský fotbalista.
Hrál na postu útočníka, hlavně za CA River Plate.

## Hráčská kariéra
Bernabé Ferreyra hrál na postu útočníka za CA Tigre a CA River Plate. S 233 góly je historicky 6. nejlepším střelcem 1. argentinské ligy a se 187 góly je historicky 3. nejlepším střelcem CA River Plate v 1. argentinské lize.
Za Argentinu hrál 4 zápasy, nedal v nich žádný gól.

## Úspěchy
River Plate
- Primera División (3): 1932, 1936 Copa Campeonato + Copa de Oro, 1937

Argentina
- Mistrovství Jižní Ameriky (1): 1937

Individuální
- Král střelců argentinské ligy (1): 1932 (44 gólů)